# Pia Sillanpää
Pia Sillanpää, född Biskop 11 februari 1978 i Karleby, är en finländsk barnmorska och politiker (Sannfinländarna). Hon är ledamot av Finlands riksdag sedan 2023. Sillanpää är tvåspråkig när det gäller finska och svenska. Dessutom talar hon engelska och franska. Hon tog studenten vid Karleby svenska gymnasium år 1998.
Sillanpää blev invald i riksdagsvalet 2023 med 3 781 röster från Vasa valkrets.